# Tartessops peculiaris
Tartessops peculiaris är en insektsart som beskrevs av Evans 1981. Tartessops peculiaris ingår i släktet Tartessops och familjen dvärgstritar. Inga underarter finns listade i Catalogue of Life.